# Copelatus monticola
Copelatus monticola är en skalbaggsart som beskrevs av Guignot 1951. Copelatus monticola ingår i släktet Copelatus och familjen dykare. Inga underarter finns listade i Catalogue of Life.